# Hospital Gil Casares
El Hospital Gil Casares, también conocido como Sanatorio Antituberculoso Profesor Gil Casares u Hospital Profesor Gil Casares, es un centro sanitario situado en la ciudad de Santiago de Compostela, capital de Galicia. Fue bautizado así en recuerdo del catedrático de Medicina Miguel Gil Casares, y anteriormente recibió el nombre de Sanatorio Antituberculoso de La Choupana. Está situado en el barrio compostelano de la Choupana y fue inaugurado en 1938.

## Historia
En el mismo lugar, en el siglo XIX existió el Hospicio Viejo, que contaba con una cerca que abarcaba el actual hospital. La casa y granja con molino que lo componía era conocida en el último tercio del incluso siglo como Granxa dos Chouchiños, y figuraba en alquiler en 1876, cuando su propietario era Bartolomé Hermida. En 1890 el Ayuntamiento de Santiago visitó el edificio con la intención de transferirle el asilo para pobres de Santo Agostiño, pero amenazaba ruina y fue rechazado, especialmente por las Hermanas de la Caridad que prestaban el servicio. En diciembre de 1891 a un lado de la derribada cerca, las lecheras compostelanas organizaron una huelga contra la subida de los impuestos a la leche, y algunos años después, en 1896 (cuando eran sus propietarios los hijos del Coronel José Güimil Cadavid, quien puso a Sebastián Places a su cuidado), se celebró una pequeña romería regionalista catalana a la que asistieron Baldomero Bonet, Eduardo Vassallo, Ramón Oliveras Marangues, Antonio Vila Nadal, Antonia González Sánchez (viuda de Bartolomé), Valentina Bartolomé González, Ricardo L. Corcelet, José Galí Camps y un quinteto de invidentes catalanes en peregrinación. En agosto de 1899 el Ayuntamiento de Santiago decidió que se instalara en el terreno un lazareto sucio, es decir, para poner en cuarentena a los animales de origen certificado de fuera del propio ayuntamiento (especialmente, a los cerdos). En mayo de 1900 se puso a subasta el edificio y parte de la propiedad, perteneciente en ese momento al industrial y hostelero Christian Pfister Gaudenzi, para cubrir unas deudas que este tenía, siendo tasada la propiedad en 20.676 pesetas. El comprador fue, probablemente, Emilio Pombo, aunque en 1902 ya consta como nuevo propietario el industrial de Noya José María López París. López París hizo demanda en agosto de este año al Gobernador civil de la provincia, Felipe Romero Donallo, para que le reconociera que el hospicio se encontraba dentro del término municipal de Santiago, y no del de Conxo.
Con López París la propiedad se transformó en una fábrica de curtidos (uno de los últimos curtideros compostelanos en ser inaugurados), aunque el edificio siguió siendo conocido como Hospicio Vello. Al largo de los años a fábrica operó con las viejas técnicas del curtume de pieles, sin actualizarse, y vio como a su lado, en sus antiguos terrenos, crecía el nuevo hospital. La Fábrica del Hospicio Véselo cerró contra el año 1956, manteniéndose el viejo edificio hasta que dieron comienzo las obras del nuevo Hospital Clínico Universitario de Santiago de Compostela en los años 90. También dispuso de un campo de fútbol entre 1925 y 1932, que usaba el Compostela Foot-ball Club.
Este hospicio dejó su huella en el callejero compostelano en las calles del Hospicio y de los Chouchiños, a las afueras del actual hospital.

### Construcción y desarrollo
El edificio original del Hospital Gil Casares fue proyectado en 1928 como reformatorio de menores, promovido por la Junta de Protección de Menores, dentro de parte de los terrenos de la antigua propiedad del Hospicio Vello, pero en 1938, cuando ya estaba construido, se cambió su función y fue inaugurado el 7 de junio con el nombre de Sanatorio Antituberculoso de La Choupana, siendo su primer director el cirujano Manuel López Sendón, que llevaba ya más de un mes con el hospital en funcionamiento. Contó en estos primeros tiempos con 110 camas (mitad para hombres y mitad para mujeres), de las que 100 iban a ser dedicadas a pacientes pobres, estando distribuidas en sanas con entre cuatro y doce camas. El equipo lo conformaban dos médicos (el propio López Sendón y el doctor Galarza), cuatro enfermeras, dos practicantes, cinco religiosas y personal auxiliar. Contaba con quirófano, cuarto para curas, laboratorio, cuarto de reconocimiento, farmacia y rayos X. También contaba con viviendas para las enfermeras y las religiosas, capilla y despachos para lo director, el ayudante y el administrador.
En sus primeros años trató exclusivamente pacientes con tuberculosis. En los años 40 el sanatorio pasó a depender del Ministerio de Justicia de España. Pero, a propósito de un plan de construcción de un centro provincial antituberculoso con más de 400 camas promovido en 1941 y que no llegó a ejecutarse, se pidió que el sanatorio volviese a depender del Patronato Nacional Antituberculoso, cosa que se consiguió, aunque el nuevo sanatorio no llegó nunca a ser construido.
Posteriormente, se ampliaron en el hospital las patologías tratadas y se dedicó monográficamente a enfermedades del tórax. Se aprovechó para ampliar las instalaciones del hospital, presentándose en 1953 un proyecto que pretendía pasar de 125 a 300 camas, con un presupuesto de más de 14 millones de pesetas. Pero en 1956 el presupuesto se redujo a poco más de 4 millones de pesetas, lo que solo permitía añadirle un pabellón. Dieron comienzo las obras a mediados de este año, prolongándose durante cinco años puesto que, finalmente, se construyeron dos pabellones más y se repararon otros dos, lo que disparó el presupuesto a los 12 millones de pesetas, siendo el arquitecto el Sr. Fraile y el contratista Raymundo Vázquez. Fue a principios de 1960 cuando se solicitó que el hospital llevara el nombre del pionero de la lucha contra la tuberculosis en Galicia y catedrático de Medicina Interna de la Facultad de Medicina de la USC, Miguel Gil Casares, fallecido en 1931. Reunida la junta directiva (López Sendón, como Director; Antonio Golpe, como Jefe de Servicio; y Ángel Carretero, como Jefe de Administración) se formalizó la petición, siendo concedida. Finalmente el nuevo edificio se inauguró en junio de 1961. La denominación oficial de aquella quedó como Hospital de Enfermedades del Tórax Profesor Gil Casares.
En 1979 se jubiló como director López Sendón y fue sustituido en el cargo por Antonio Golpe Cobas. Durante los años siguientes se amplió considerablemente el edificio. A partir de 1985 se produjo una reestructuración de la Sanidad en España. La Administración Institucional de Sanidad Nacional (AISNA), a la que estaba adscrito el hospital, se integró en la Seguridad Social, siendo dependiente de la misma.
Con la llegada del autonomismo y la creación del Servicio Gallego de Salud (SERGAS), se produjo la integración definitiva del Hospital, pasando a depender administrativa y económicamente del incluso. Actualmente forma parte del Complejo Hospitalario Universitario de Santiago (CHUS), junto al Hospital Clínico Universitario y el Hospital de Conxo.
El 30 de octubre de 1999 falleció en este hospital el poeta Uxío Novoneyra.
En septiembre de 2015 la USC propuso situar la Facultad de Medicina en el Hospital Gil Casares, aprovechando la cercanía del CHUS.